# Budova Národního muzea Přemyšlska
Budova Národního muzea Přemyšlska (Muzeum Narodowe Ziemi Przemyskiej w Przemyślu) je moderní stavba z roku 2008, umístěná v centru Přemyšle (pl. Berka Joselewicze) v Podkarpatském vojvodství v Polsku, v místě, kde se před několika desítkami let nacházely židovské domy.

## Historie muzea
Muzeum bylo založeno v roce 1909, z iniciativy místních aktivistů, pod názvem Muzeum společnosti přátel vědy v Přemyšlu. Slavnostní zahájení první výstavy se konalo 10. dubna 1910. Základem expozice byla soukromá sbírka Kazimierze a Tadeusze Osińských a četné dary zakládajících členů společnosti.

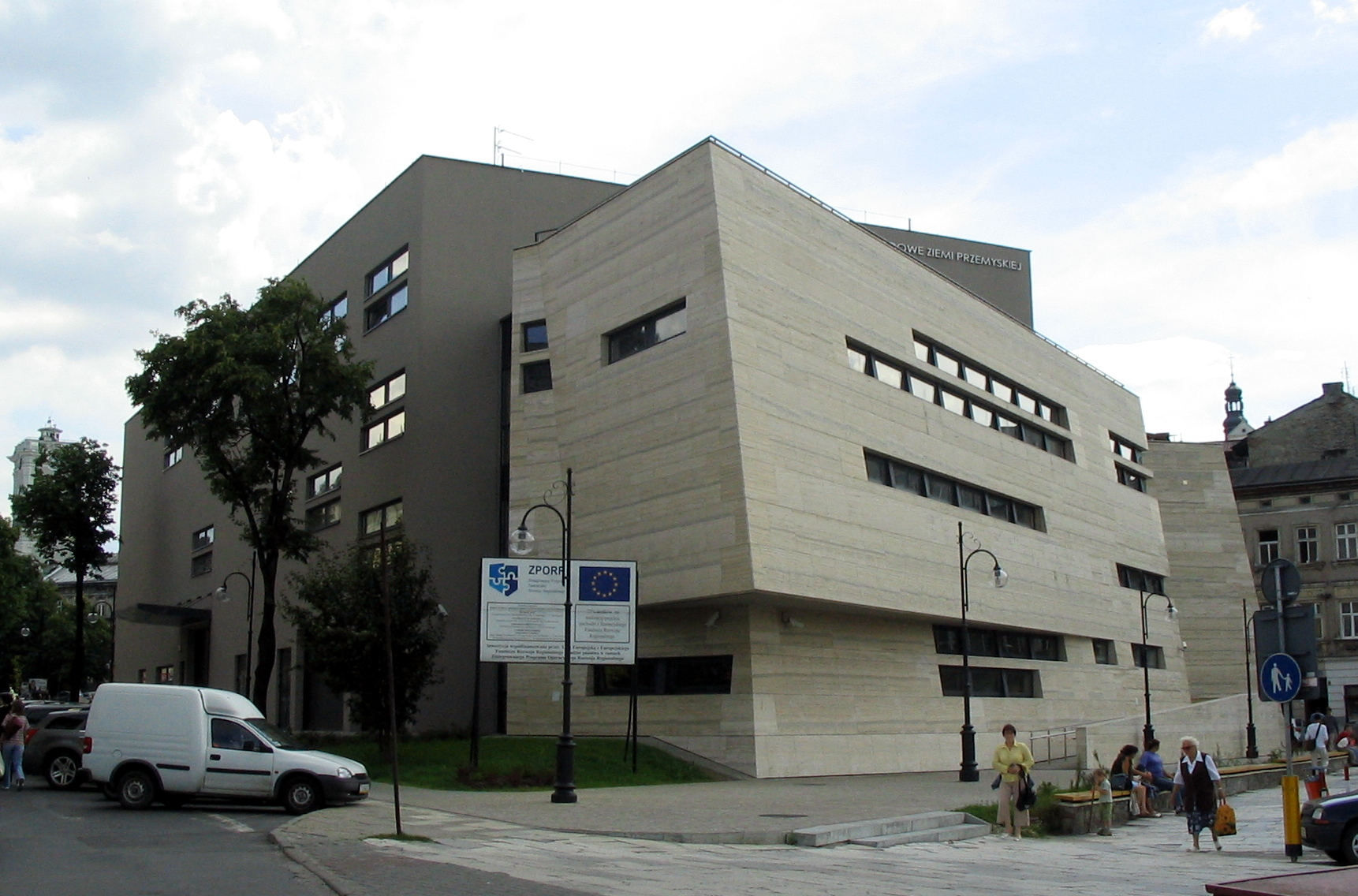
Národní muzeum Přemyšlska

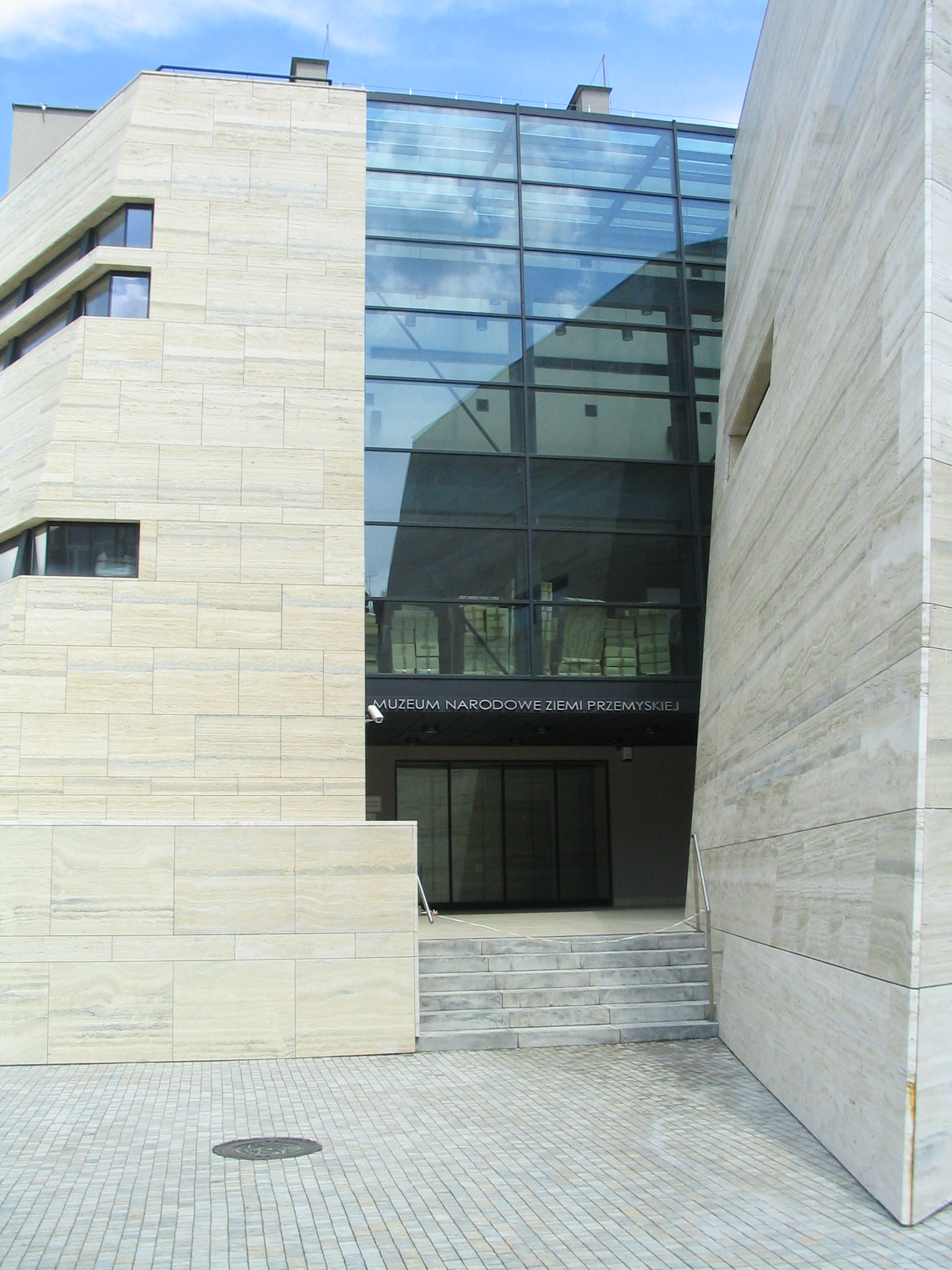
Národní muzeum Přemyšlska

V roce 1921, poté, co se připojili k organizaci Asociace historických a uměleckých muzeí v Poznani, byl přijat název Národní muzeum Přemyšlska a tento název byl reaktivován v roce 1984.
V meziválečném období se tato muzeijní instituce potýkala s finančními a prostorovými problémy a několikrát změnila své sídlo. V roce 1945, v důsledku nařízení polských úřadů, převzalo muzeum znárodněné sbírky ukrajinského muzea „Strywihor“. V následujícím roce, po likvidaci řeckokatolické církve v Polsku, získalo muzeum pro své sbírky impozantní budovu - bývalé sídlo řeckokatolických biskupů, tzv. Palác řeckokatolických biskupů (pl. Czacki 3).

## Současnost – nová budova muzea
V roce 2000, po navrácení této budovy původnímu vlastníku, bylo rozhodnuto o vybudování nového sídla muzea. Byla vypsána soutěž. které se zúčastnilo 104 uchazečů. Vítězný projekt vypracovala kancelář architektů KKM Kozień Architekci. V roce 2009 se stala tato kancelář, s tímto projektem, nominantem na cenu Mies van der Rohe. Jedná se o prestižní ocenění, které každé dva roky uděluje Nadace Mies van der Rohe a Evropská komise nejlepším evropským projektům.
16. prosince 2008 bylo slavnostní otevření tohoto moderního objektu Národního muzea Přemyšlska. Od 2. světové války, to byla první nová stavba Národního muzea v Polsku.

### Popis budovy
Objekt je sestaven z hlavního bloku a ze dvou kamenných sochařských forem, nazvaných "pevnosti" (Fort I. a Fort II.), jejichž interiéry tvoří hlavní výstavní prostory.
Fort I. je vstupní zóna, která je samostatným prvkem, je spojena s muzejním objektem zavěšenými můstky a prosklenou galerií.
Hala zajištuje základní funkce muzea, jako jsou výstavní haly, víceúčelové haly a knihovna. Nad ní je prodejna se suvenýry a publikacemi, kavárna a na střeše vyhlídková terasa.
Fort II. je zóna zcela uzavřená pro návštěvníky, ale je propojena s hlavním tělesem budovy muzea. Nachází se zde administrativní místnosti, dílny, sklady knihovny a pokoje pro hosty.
Hlavní blok se skládá ze tří podlaží výstavních hal a víceúčelové haly, dále z uzavřené zadní části budovy s nákladním výtahem, restaurátorským zázemím a sklady se sbírkami muzea.
Bloky jsou pokryty zelenými terasami, výstavní prostor je orámován světlíky. Skleněná stěna hlavního bloku je odstíněna vegetací, která přechází z vertikálního osazení do horizontálního a tím tvoří jednotu kompozice s pravidelným samostatným pruhem zeleně trávníku.